# Podopinae
Sous-famille
Tribus de rang inférieur
- Brachycerocorini
- Deroploini
- Graphosomatini
- Podopini
- Tarsini

Les Podopinae sont une sous-famille d'insectes hémiptères du sous-ordre des hétéroptères (punaises).

## Distribution et habitat
Selon Rider et al., les Podopinae regroupent 269 espèces réparties en 68 genres. Ils occupent l'ensemble des régions du monde à l'exception du continent Nouvelle-Zélande et de l'Antarctique. Leur répartition n'est pas homogène, la plus grande diversité des espèces se trouve en région afrotropicale et paléarctique alors que Neoleprosoma argentinensis est la seule espèce présente dans les néotropiques. 
La tribu Deroploini, regroupant 20 espèces, est quant à elle endémique de l'Australie.

## Classification
La sous-famille des Podopinae a été décrite pour la première fois en 1843, sous le nom de Podopides, par les entomologistes français Charles Jean-Baptiste Amyot et Jean Guillaume Audinet-Serville et regroupaient alors seulement 3 espèces. En 1876, Carl Stål reconnaît les Podopinae comme étant un regroupement de plusieurs genres, et Lethierry & Severin leur donnent le statut de sous-famille en 1893.

### Tribus et genres rencontrés en Europe
- Tribu des Graphosomatini
  - Ancyrosoma Amyot & Serville, 1843
  - Asaroticus Jakovlev, 1884
  - Crypsinus Dohrn, 1860
  - Derula Mulsant & Rey, 1856
  - Graphosoma Laporte de Castelnau, 1833
  - Leprosoma Baerensprung, 1859
  - Putonia Stål, 1872
  - Sternodontus Mulsant & Rey, 1856
  - Tholagmus Stål, 1860
  - Ventocoris Hahn, 1834
  - Vilpianus Stål, 1860
- Tribu des Tarsini
  - Dybowskyia Jakovlev, 1876
  - Tarisa Amyot & Serville, 1843
- Tribu des Podopini
  - Podops Laporte de Castelnau, 1833
  - Scotinophara Stål, 1867